# Nordfront (Rote Armee)
Die Nordfront (russisch Северный фронт) war eine militärische Formation der Roten Armee während des Zweiten Weltkriegs, sie bestand nach Kriegsbeginn nur zwei Monate bis zum 23. August 1941, als sie in die Karelische Front und die Leningrader Front aufgeteilt wurde.

## Geschichte
Die Nordfront wurde nach dem deutschen Überfall auf die Sowjetunion am 24. Juni 1941 aus dem Leningrader Militärbezirk gebildet. Ihr Hauptauftrag war die Verteidigung der Halbinsel Kola und der Nordmeerküste sowie des Bereichs nördlich der Küste des Bottnischen Meerbusens. Zu diesem Zweck waren dem Oberkommando der Front die 7., 14. und 23. Armee sowie eine Vielzahl kleinerer Einheiten unterstellt. Die Front verfügte über 15 Schützendivisionen in drei Schützenkorps, zwei Mechanisierte Korps mit 4 Panzerdivisionen und 2 motorisierten Schützendivisionen, insgesamt etwa 21 Division. Zudem unterstanden der Front eine Luftarmee und ab dem 28. Juni 1941 auch die Baltische Flotte.
Am 19. August 1941 wurden die 8. und 48. Armee der Nordwestfront dem Oberkommando der Nordfront unterstellt. Vom 25. bis 29. Juni führten die Fliegerverbände der Front, in Zusammenwirken mit den Seefliegerkräften der Nord- und der Baltischen Flotte Angriffe auf gegnerische Fliegerstützpunkte in Finnland und Nordnorwegen.
Die Front konnte den Vormarsch der deutschen und finnischen Truppen, die am 29. Juni im Bereich der Nordfront zum Angriff übergegangen waren, westlich der Liza, 90 Kilometer westlich Kandalakschi, westlich Uchti, am Rogo-See, am Onegasee, am Swir, und auf der Karelischen Landenge auf der Grenzlinie von 1939 stoppen.
Auf Befehl des sowjetischen Oberkommandos wurde der Front am 10. Juli die Verteidigung Leningrads übertragen, wobei sie von der Operativen Gruppe Luga unter Generalleutnant Pjadyschew, die Fliegerverbände der Nordfront, der Baltischen und der Nordflotten, sowie durch das 7. Flak-Korps unterstützt wurde. Die hartnäckige Verteidigung auf Höhe der Lugaer Verteidigungslinie konnten den Vormarsch der deutschen Truppen auf Leningrad fast einen Monat lang aufhalten.
Mit Befehl vom 23. August 1941 ordnete die das sowjetische Oberkommando die Aufteilung der Front in die Leningrader und die Karelische Front an, die am 26. August vollzogen wurde.

## Oberkommando
- Generalleutnant Markian Michailowitsch Popow (Juni–August 1941)
- Korpskommissar N. N. Kljementew (Leonid Alexandrowitsch Goworow, Juni–August 1941)
- Generalmajor D. N. Nikischew (Chef des Stabes, Juni–August 1941)
- Oberst N.W. Gorodezkij (Stabschef, August 1941)